# Lycée Henri-IV (Béziers)
Pour les articles homonymes, voir Lycée Henri-IV (homonymie).
Le lycée d'État Henri-IV est nommé aussi collège et lycée d'État Henri-IV ou cité scolaire Henri-IV. Fondé en 1598, c'est un établissement d'enseignement secondaire et d'enseignement supérieur situé au centre de la ville de Béziers (Hérault). Il comprend un collège (environ 500 élèves), un lycée d'enseignement général , accueillant environ 1300 élèves et abritant des classes préparatoires lettres et sciences sociales (Hypokhâgne et Khâgne B/L). 

## Histoire
L'histoire de ce haut lieu d'enseignement est étroitement liée à celle de la ville. La vicomté de Béziers est cédée à saint Louis, en 1247, par le sieur Trencavel Raymond Roger,. En septembre 1594, une lettre patente du roi Henri IV (conservée aux archives municipales) permet la création d'un grand Collège Royal et, qui plus est, d'avoir des revenus conséquents en octroyant un supplément de la gabelle pour soulager les finances municipales. L’édit de Nantes ou édit de tolérance est promulgué en avril 1598 et au mois d'octobre, un premier contrat est signé avec Fiacre Picard en tant que docteur et professeur de théologie pour assurer le cursus d'enseignement des humanités avec l'aide de sept régents,. Cet établissement peut être considéré comme l'un des plus anciens collèges (puis lycées) du pays. Grâce à l'entregent de Jean de Bonsi nommé évêque la même année, la fratrie du clan, alliée des Bourbons, mène le service de Dieu à celui de la royauté et favorise en retour l’enrichissement personnel et le profit jusqu’en 1669.
Après plusieurs décennies de troubles religieux que connut le Languedoc au XVIe siècle, le collège change de nom aux gré des enseignements entre collège des jésuites (Compagnie de Jésus ou jésuites de 1599 à 1762) et collège Saint-Louis (prêtres séculiers de 1598 à 1599 et de 1763 à 1793). C'est à partir du fonds de bibliothèque du collège des jésuites établi en 1637 que la bibliothèque municipale de la ville voit le jour.
Très vite prisé par les membres de la bourgeoisie locale, ce collège de renom joue un double rôle au XVIIe siècle : instruction des jeunes fils de l'élite régionale et substitut d'un séminaire, assurant une formation de théologie morale aux futurs clercs. C'est dans ce siècle florissant que l'établissement joue le rôle de pépinière d'intellectuels biterrois, tel Jacques Esprit, proches des salons parisiens et de la cour du roi Louis XIV.
Avec l'arrivée de la révolution française de 1789, les habitudes éducatives locales et la tradition jésuite cohabitent en harmonie. La gestion rigoureuse de l'intendance a bénéficié au collège où le conservatisme pédagogique et le consensus social ont dressé un rempart contre les mouvements de réforme. Le personnel encadrant est formé d'un principal, du préfet des études, six professeurs titulaires partageant les disciplines de théologie, de philosophie et de rhétorique et quatre régents. Le collège est fermé sous l'époque révolutionnaire, plus précisément en 1793.
Au cœur de la vieille ville de Béziers, les bâtiments haussmanniens actuels, en pierre de taille, datent de 1904. En effet, l'ancien Collège Royal de plus en plus à l'étroit dans ses murs d'origine sera démoli et reconstruit selon la topographie des grands lycées parisiens, c'est-à-dire avec une partie collège agrémentée d'une petite cour et une partie lycée donnant sur le jardin d'honneur que prolonge une grande cour ombragée ; des coursives à chaque étage desservent les salles de classe ; un parloir (transformé depuis en salle de réunion) permettait à l' époque d'accueillir les personnes extérieures à l'établissement ; enfin, le jardin d'honneur paysagé agrémente le bâtiment central et la grande cour du lycée. 
Le Lycée Henri IV peut se visiter chaque année (visite guidée) en Septembre lors des Journées du Patrimoine.  
Durant la Première Guerre mondiale, sous le contrôle du Service de santé, le lycée devient un hôpital complémentaire (HC no 29) du 15 août 1914 au 29 décembre 1918, en disposant d'un unité de petite chirurgie, de consultation ORL, d'un cabinet d'ophtalmologie et de 467 lits. D'autres lieux ont été également réquisitionnés dans la ville durant cette période, tels que le collège de jeunes filles (collège Paul Riquet) avec 130 lits et le pavillon du Sacré-Cœur (lycée privé Sacré-Cœur) avec 105 lits,.
Un monument, représentant une croix de Lorraine, dédié à Jean Moulin, est inauguré, le 6 octobre 1946, dans la cour du lycée (derrière la conciergerie),. À la demande de sa famille et faisant partie du cercle d'amis du défunt, le médaillon est réalisé par le Docteur Augustin Tuset, médecin et artiste. Le sculpteur retranscrit avec réalisme les divers traits de l'ancien élève des lieux. Une plaque commémorative est posée le même jour sur la façade de sa maison natale (6 rue d'Alsace) par Georges Bidault, chef du gouvernement provisoire de la République.

## Classement du Lycée
En 2015, le lycée se classe 6e sur 28 au niveau départemental quant à la qualité d'enseignement et 806e au niveau national. Pour la région, parmi le classement de réussite au bac, il se classe 21e sur 50 avec un taux de 94 %,. Le classement s'établit sur trois critères : le taux de réussite au bac, la proportion d'élèves de première qui obtient le baccalauréat en ayant fait les deux dernières années de leur scolarité dans l'établissement et la valeur ajoutée (calculée à partir de l'origine sociale des élèves, de leur âge et de leurs résultats au diplôme national du brevet).
Pour le baccalauréat de l'année 2017, il se classe parmi les vingt premiers lycées de l'académie de Montpellier avec un taux de réussite de 91,74 %. En 2021, le taux de réussite au bac s'est élevé à 93,2%.

## Enseignement
La cité scolaire Henri IV dispose de trois unités de formation en externat avec un accueil pour les élèves à mobilité réduite, sous la tutelle du ministère chargé de l'Éducation nationale :
- Le collège Henri IV dispose de l'enseignement des langues suivantes :
  - Langues vivantes 1 (LV1) : allemand, anglais et espagnol ;
  - Langues vivantes 2 (LV2) : allemand, anglais et espagnol ;
  - Langues et cultures de l'Antiquité (Options facultatives) : grec ancien et latin ;
- Le lycée Henri IV propose un enseignement à la fois complémentaire du collège et différent par le choix des options et le niveau d'exigence requis. 
  - L'italien, le russe  et l'occitan viennent compléter l'offre en langues vivantes ;
  - Classes de 2de générale  demandent un investissement personnel conséquent dans le travail personnel ;
  - Classes de 1re (Générale ou Technologique, option STMG uniquement) :
  - Il n'existe plus de "séries" en filière générale à partir de 2019 mais des matières obligatoires, des enseignements de spécialités (= perfectionnement de haut niveau) et des options  à choisir en fin de 2nde;
  - Bac général et technologique :
    - Baccalauréat général : diverses spécialités (3 obligatoires) à choisir pour la classe de 1re (filiaire générale) en fonction du profil d'études envisagé ; à l'issue de la 1ère, seules 2 spécialités (pour la classe de Terminale) sont à conserver : celle que l'on arrête sera évaluée en fin de 1ère et comptera pour le baccalauréat. Les deux autres spécialités ont un coefficient de 16 (chacune) pour le Baccalauréat et jouent donc  un rôle décisif dans la formation intellectuelle de l' élève et l'obtention de l'examen.
    - Baccalauréat technologique : (STMG) une spécialité à choisir en Terminale parmi Marketing (mercatique) , Gestion-Finance, Ressources Humaines ;

  - Classes Préparatoires aux Grandes Écoles, option B/L (lettres et sciences sociales)[5];
  - Atelier de préparation intensif aux concours de Sciences Po et des IEP[2].

## Anciens élèves célèbres
Liste non exhaustive (Classement du plus récent au plus ancien)
- Lucien Rogé (né en 1932), joueur international de rugby.
- Bernard Pons (1926-2022), homme politique français.
- Edgar Faure (1908-1988), avocat et homme d'État français.
- Jean Moulin (1899-1943), haut fonctionnaire (préfet d'Eure-et-Loir) et résistant français.
- Joan ou Jean Ladoux (1870-1951), professeur et linguiste de langue occitane[26],[27].
- Jean Magrou (1869-1945), sculpteur.
- Jean-Pons-Guillaume Viennet (1777-1868), homme politique, poète et auteur dramatique, membre de l'Académie française.
- Jacques Vanière (1664-1739), jésuite, poète et latiniste.
- Jacques Esprit (1611-1677), moraliste et homme de lettres.
- Pierre-Paul Riquet (1609-1680), fermier général des gabelles et entrepreneur ayant conçu et réalisé le canal du Midi dans le sud de la France entre le fleuve de la Garonne et la mer Méditerranée.
- Jean-François Régis (1597-1640), jésuite français et missionnaire des campagnes.